# Lijst van voetbalinterlands Armenië - Griekenland
Deze lijst van voetbalinterlands is een overzicht van alle officiële voetbalwedstrijden tussen de nationale teams van Armenië en Griekenland. De landen speelden tot op heden zes keer tegen elkaar. De eerste ontmoeting, een kwalificatiewedstrijd voor het Europees kampioenschap voetbal 2004, werd gespeeld in Athene op 16 oktober 2002. Het laatste duel, een kwalificatiewedstrijd voor het Europees kampioenschap voetbal 2020, vond plaats op 15 november 2019 in Jerevan.

## Wedstrijden
| № | Plaats            | Datum            | Competitie           | Wedstrijd             | Uitslag |
| - | ----------------- | ---------------- | -------------------- | --------------------- | ------- |
| 1 | Athene            | 16 oktober 2002  | EK 2004 kwalificatie | Griekenland – Armenië | 2 – 0   |
| 2 | Jerevan           | 6 september 2003 | EK 2004 kwalificatie | Armenië – Griekenland | 0 – 1   |
| 3 | Offenbach am Main | 1 juni 2008      | Vriendschappelijk    | Armenië – Griekenland | 0 – 0   |
| 4 | Kufstein          | 31 mei 2012      | Vriendschappelijk    | Griekenland - Armenië | 1 – 0   |
| 5 | Iraklion          | 11 juni 2019     | EK 2020 kwalificatie | Griekenland – Armenië | 2 – 3   |
| 6 | Jerevan           | 15 november 2019 | EK 2020 kwalificatie | Armenië − Griekenland | 0 − 1   |

## Samenvatting
| Competitie        | Totaal gespeeld | Winst Armenië | Gelijk | Winst Griekenland | Doelsaldo Armenië – Griekenland |
| ----------------- | --------------- | ------------- | ------ | ----------------- | ------------------------------- |
| EK-kwalificatie   | 4               | 1             | 0      | 3                 | 3 − 6                           |
| Vriendschappelijk | 2               | 0             | 1      | 1                 | 0 − 1                           |
| Totaal            | 6               | 1             | 1      | 4                 | 3 − 7                           |

Wedstrijden bepaald door strafschoppen worden, in lijn met de FIFA, als een gelijkspel gerekend.